# Helwan (guvernement)

Lägeskarta

Guvernementet Helwan (arabiska: محافظة حلوان, Muhāfazat Hilwan eller Hulwan) var tidigare, från april 2008 till april 2011, ett av Egyptens muhāfazāt (guvernement). Den 14 april 2011 upplöste premiärminister Essam Sharaf Helwans guvernement och det blev åter en del av Kairo guvernement.

## Geografi
Guvernementet officiella yta var inte fastställd, befolkningen uppgick till cirka 1,7 miljoner invånare.
Området omfattade främst Kairos södra förorter och gränsade mot guvernementen Kairo, ash-Sharqiyya och Ismailia i norr, västerut mot Giza, al-Qalyubiyya och 6 oktober, söderut mot Al-Bahr al-Ahmar och österut mot Suez.

## Förvaltning
Guvernementets ISO 3166-2 kod var EG-HW och huvudort var Helwan.
Guvernementet skapades 2008 tillsammans med guvernementet 6 oktober efter ett presidentdekret och skulle avlasta guvernementen Kairo respektive Giza som har stora befolkningar.